# Barra de rolagem
Barra de rolagem (português brasileiro) ou barra de deslocamento (português europeu) ou elevador (em inglês:  scrollbar) é um controle gráfico em uma interface gráfica do utilizador que permite que texto contínuo, imagens ou qualquer outro elemento possam ser "rolados"; isto é, vistos aos poucos, mesmo que seu tamanho total seja maior do que aquele disponível em uma tela de computador, janela ou viewport. Como em uma área de trabalho convencional existem apenas as dimensões horizontal e vertical, as barras de rolagem podem ser tanto horizontais quanto verticais.

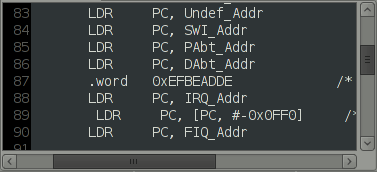
Exemplos de barras de rolagem horizontais e verticais ao redor duma caixa de texto

Ela é geralmente uma área retangular longa em um ou dois lados do painel, contendo uma barra que pode ser arrastada por uma faixa para mover o corpo do documento, além de duas flechas em cada canto para permitir ajustes finos do posicionamento.